# Edpercivalia maxima
Edpercivalia maxima là một loài Trichoptera trong họ Hydrobiosidae. Chúng phân bố ở miền Australasia.